# 国道195号

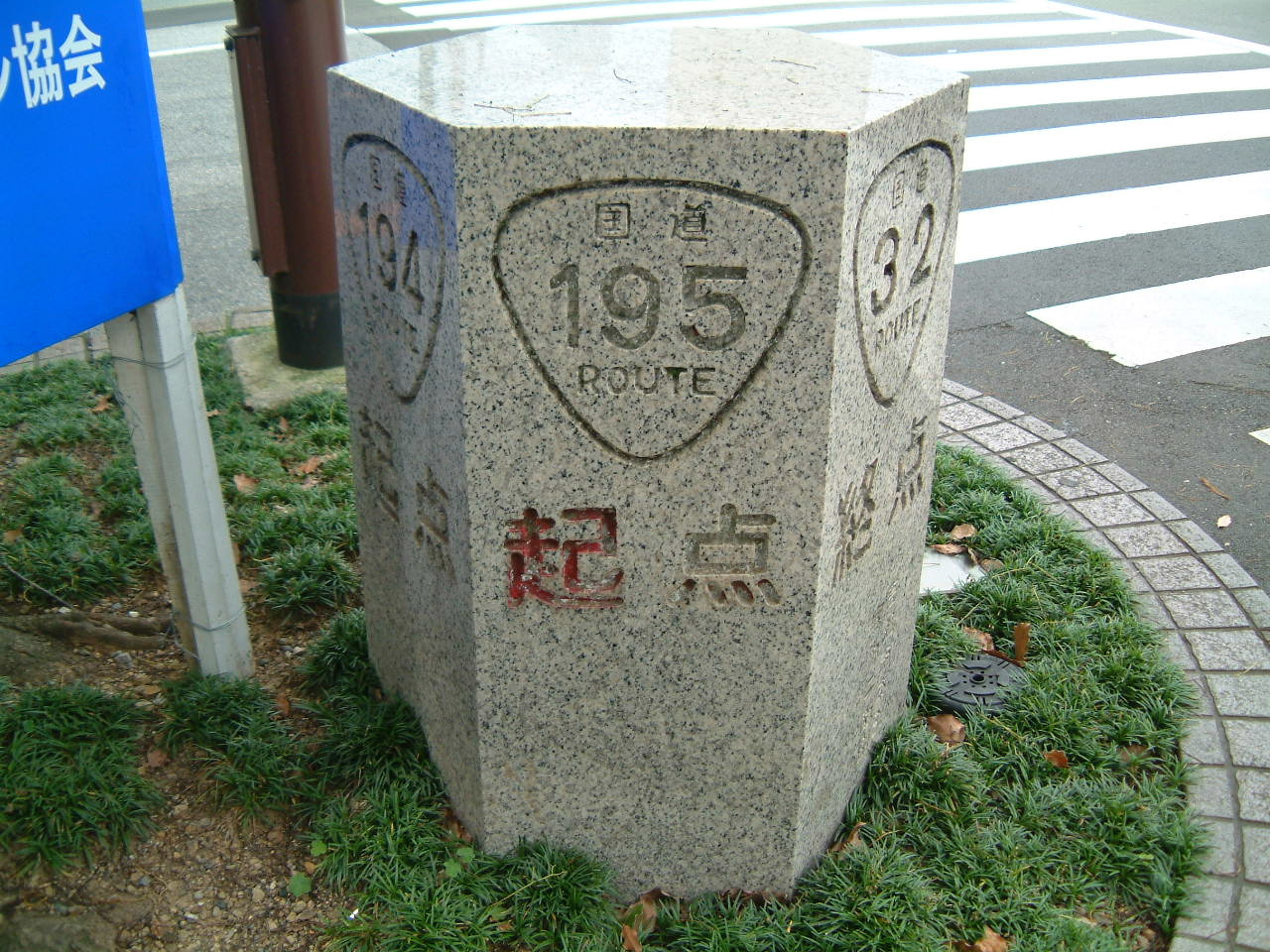
国道195号起点（高知県高知市）

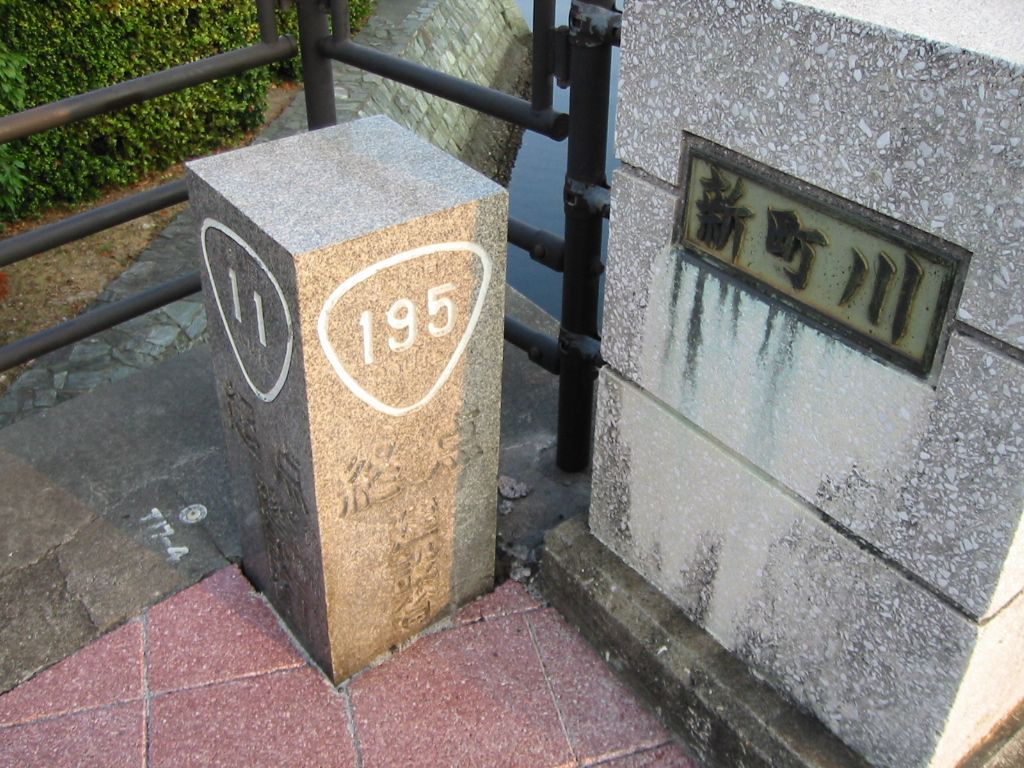
国道195号終点（徳島県徳島市）

国道195号（こくどう195ごう）は、高知県高知市から徳島県那賀郡那賀町を経由して、徳島市に至る一般国道である。

## 概要
ほぼ全区間が片側1車線の快走コースで占められる。以前は未改修区間が多かったものの改良工事が進んでおり、残るは高知市内の旧道区間や徳島県那賀郡那賀町内の一部程度となっていたが、那賀町内も2車線のバイパスを建設中である。

### 路線データ
一般国道の路線を指定する政令に基づく起終点および重要な経過地は次のとおり。
- 起点：高知市（県庁前交差点 = 国道32号・国道55号終点、国道33号・国道56号・国道194号・国道197号・国道493号起点）
- 終点：徳島市（かちどき橋南詰 = 国道11号・国道55号起点、国道28号終点）
- 重要な経過地：南国市、徳島県那賀郡木頭村[注釈 2]、同郡上那賀町[注釈 2]、阿南市、小松島市
- 総延長 : 179.2 km（徳島県 103.6 km、高知県 75.5 km）重用延長を含む[2][注釈 3]
- 重用延長 : 26.0 km（徳島県 22.7 km、高知県 3.3 km）[2][注釈 3]
- 未供用延長 : なし[2][注釈 3]
- 実延長 : 153.1 km（徳島県 80.9 km、高知県 72.2 km）[2][注釈 3]
  - 現道 : 137.8 km（徳島県 77.2 km、高知県 60.6 km）[2][注釈 3]
  - 旧道 : 3.0 km（徳島県 2.9 km、高知県 0.1 km）[2][注釈 3]
  - 新道 : 12.3 km（徳島県 0.9 km、高知県 11.5 km）[2][注釈 3]
- 指定区間：国道32号、国道55号と重複する区間（高知県高知市・県庁前交差点（起点） - 小倉町交差点、徳島県阿南市橘 - 徳島市・かちどき橋南詰交差点（終点））[3]

## 歴史
- 1953年（昭和28年）5月18日 - 二級国道195号高知木頭徳島線（高知市 - 徳島市）として指定施行[4]。路線名に経由地が入っているのは、当時の国道194号（後の国道55号）が高知徳島線だったためである。
- 1960年（昭和35年）6月 - 国道195号改築工事着工
- 1961年（昭和36年）2月 - 四ッ足トンネル着工[5]。
- 1965年（昭和40年）
  - 4月1日 - 道路法改正により一級・二級区分が廃止されて一般国道195号として指定施行[1]。
  - 12月15日 - 四ツ足峠トンネル（高知県香美市物部 - 徳島県那賀郡那賀町木頭）完成[6]。

## 路線状況

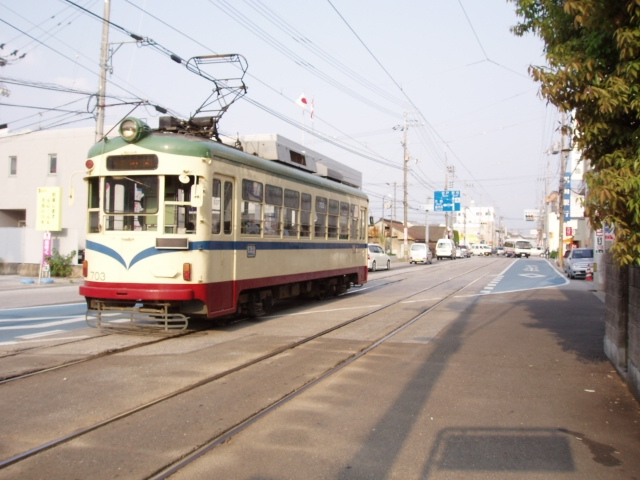
とさでん交通後免線と並行して走る国道195号（2005年5月12日 南国市）

高知県では、高知市の葛島橋（かづらしまばし）東詰から南国市の中心部にかけてとさでん交通後免線のすぐ北側を通過する。この区間では電柱が車道部分にまではみ出して立っており、大型車同士の離合は実質的にできない。この区間は、現在高知南国バイパス（仮称）を計画中である。南国市中心部では、交通量が多いにもかかわらず片側1車線幅であり、また歩車道区分もないなどの理由から、最高速度が30 km/hに規制されている。この区間も、南国バイパス（仮称）を計画中である。
徳島県では、那賀郡那賀町（旧木頭村）の折宇地区に、延長3 kmほどの1車線区間が存在する。これはかつて那賀川上流域に細川内（ほそごうち）ダムの建設計画（後に撤回）があり、その工事に伴って折宇地区の国道通過地点が変更を余儀なくされる可能性があったためである。この区間も、折宇バイパス（仮称）を計画中である。那賀町（旧上那賀町）の国道193号との重複区間にある出合トンネルでは、信号機を利用しての片側交互通行規制が敷かれていたが、この区間も2017年（平成29年）3月19日に出合ゆず大橋を含むバイパスが完成した。那賀町の那賀川沿いの崖は落石が少なくなく、2006年（平成18年）6月11日には那賀町大久保地区で国道走行中の軽乗用車を落石が直撃する事故が発生した。この区間も大久保バイパス（仮称）を計画中である。

### 通称
- 土佐中街道
- わじきライン

那賀川の中流 - 下流域に沿う那賀町内の区間。わじき（鷲敷）とは「平成の大合併」以前に存在した、那賀町東端部の旧町名である。また、「わじきライン」とは本来「日本ライン」同様にライン川にちなむ那賀川の渓流の愛称であり、かつては川下りの手漕ぎ遊覧船もあった。
- あけぼの街道

高知市から香美市にかけて建設中のバイパス道路。南国市内で「土佐のまほろば」と呼ばれる国分地区を通ることに由来するものか。
- 電車通り（土佐電鉄線と並走区間）

### バイパス

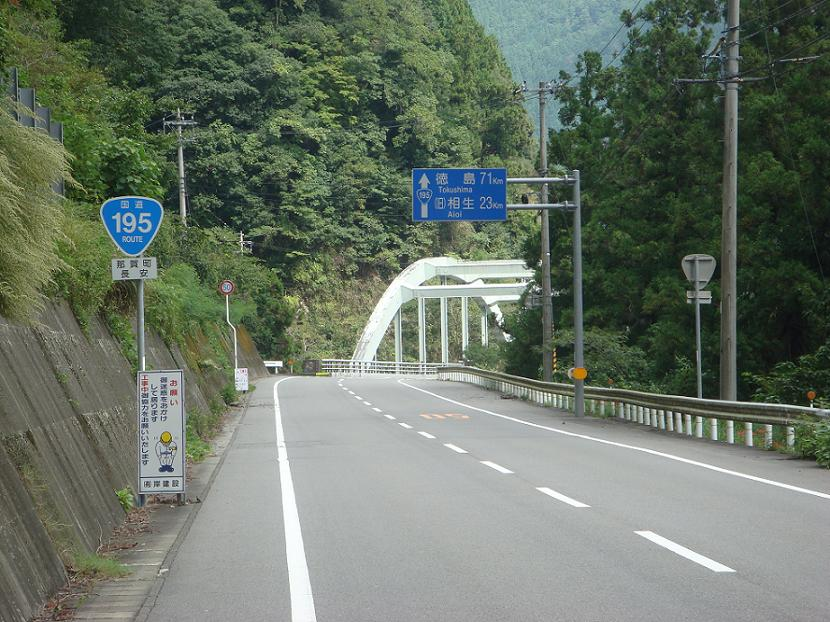
出合大戸バイパス事業により整備された区間（徳島県那賀郡那賀町）

- あけぼの街道：高知県高知市弥右衛門 - 香美市土佐山田町中組。全長11.5 km。2013年（平成25年）11月9日全線開通[7]。
  - 高知バイパス：高知市弥右衛門 - 南国市岡豊町中島。全長4.8 kmで2011年（平成23年）10月に供用[8]。
  - 南国バイパス：南国市岡豊町中島 - 香美郡土佐山田町中組。全長6.7 km。
- 出合大戸バイパス：徳島県那賀町の長安口ダム北側に位置。旧道区間に存在していた素掘りトンネルをパスする。2017年（平成29年）3月19日開通、約2.2 km。
- 西宇バイパス：徳島県那賀町（旧木頭村）の不良部分を改良するため、2003年度（平成15年度）着手、2009年（平成21年）12月26日開通。延長450 m、車道幅員2.75 m×2車線 [9]。
- 折宇バイパス：徳島県那賀町（旧木頭村）の不良部分を改良するため、2006年度（平成18年度）に着手し、2012年（平成24年）7月29日に完成した約0.6 kmのバイパス[10]。
- 橘バイパス：徳島県阿南市の国道55号接続部の線形不良・幅員狭小部を改良。2006年（平成18年）12月に新橘トンネル（465 m）がまず開通、2008年（平成20年）3月31日に全線開通した。約1.15 km。阿南道路はこの部分に接続される。

### 重複区間
- 国道56号・国道197号（高知県高知市本町5丁目・県庁前交差点（起点） - 高知市知寄町1丁目・知寄町一丁目交差点）
- 国道32号・国道55号・国道493号（高知県高知市本町5丁目・県庁前交差点（起点） - 高知市知寄町3丁目・知寄町三丁目交差点）
- 国道193号（徳島県那賀郡那賀町大殿 - 那賀郡那賀町日真・出合橋交差点）
- 国道55号（徳島県阿南市橘町・橘西交差点 - 徳島市・かちどき橋南詰交差点（終点））

### 道路施設

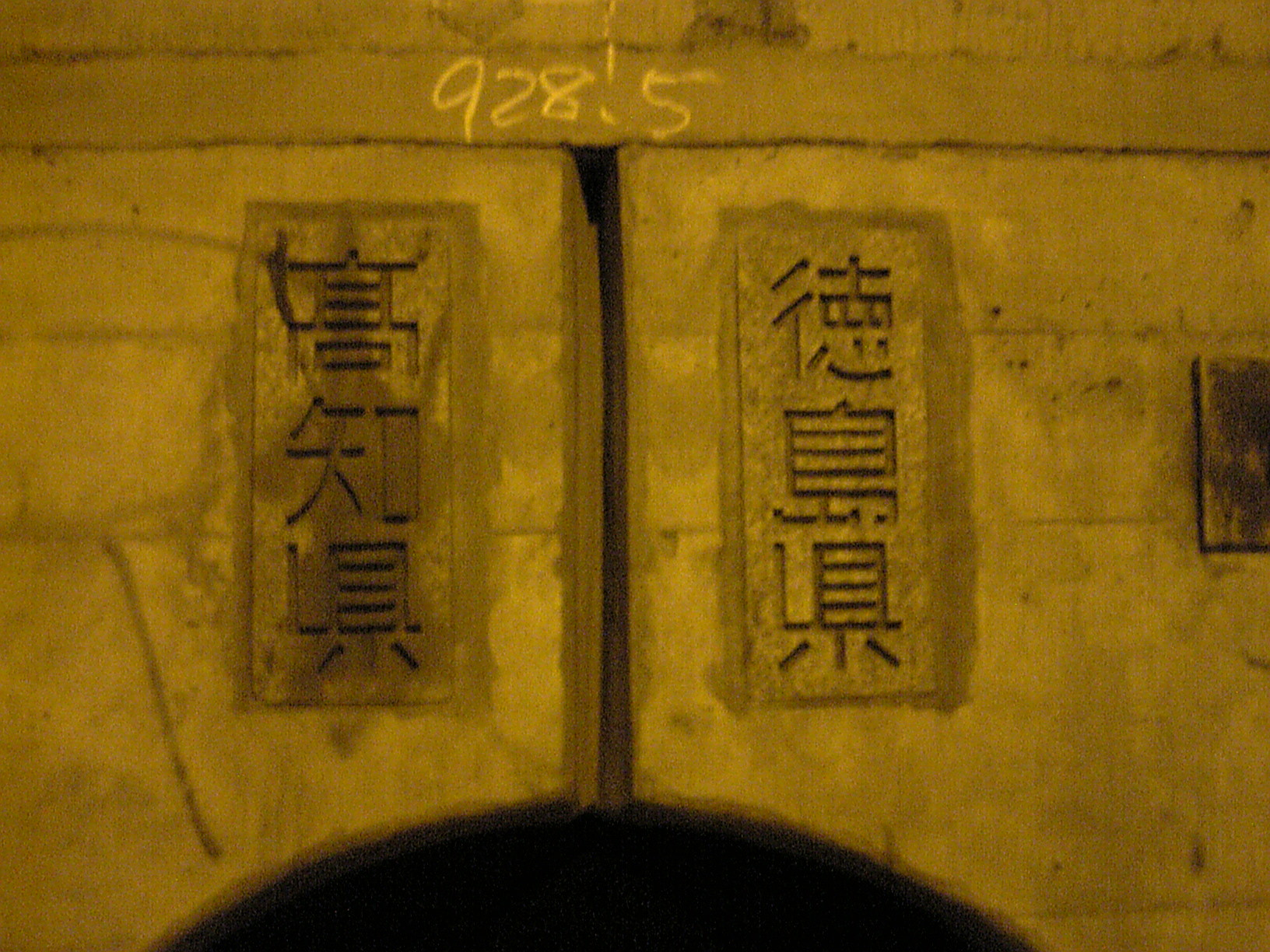
高知県と徳島県の県境標示
四ツ足峠トンネル内

#### 橋梁
- 高知県
  - 木屋橋（新堀川、高知市、国道32号重複区間内）
  - 葛島橋（国分川、高知市）
  - 一条橋（明見川、高知市）
  - 高橋（船入川、南国市）
  - 香我美橋（物部川、南国市）
  - 白石橋（延長142 m、幅員8 m、π型ラーメン橋、香美市）
  - 大栃橋（延長210 m、幅員10 m、2022年（令和4年）8月11日供用開始[11]、物部川、香美市）
- 徳島県
  - 木頭橋（那賀川、那賀郡那賀町）
  - 上ミ屋地橋（那賀川、那賀郡那賀町）
  - 中谷橋（那賀郡那賀町）
  - 出合ゆず大橋（延長180 m、2017年（平成29年）完成、那賀川、那賀郡那賀町、国道193号重複区間内）
  - 筒崎跨線橋（牟岐線、阿南市）
  - 桑野川大橋（桑野川、阿南市、国道55号重複区間内）
  - 那賀川大橋（那賀川、阿南市、国道55号重複区間内）
  - 幾島川橋（幾島川、阿南市、国道55号重複区間内）
  - たぶのせ橋（阿南市、国道55号重複区間内）
  - 立江川橋（立江川、小松島市、国道55号重複区間内）
  - よしつね橋（天王谷川、小松島市、国道55号重複区間内）
  - 源氏橋（田野川、小松島市、国道55号重複区間内）
  - 菖蒲田橋（神田瀬川、小松島市、国道55号重複区間内）
  - 江原橋（小松島市、国道55号重複区間内）
  - 勝浦川橋（勝浦川、小松島市、国道55号重複区間内）
  - 大松川橋（多々羅川、徳島市、国道55号重複区間内）
  - 三軒屋橋（大谷前配水路、徳島市、国道55号重複区間内）
  - 大野橋（園瀬川、徳島市、国道55号重複区間内）
  - 沖須賀橋（冷田川、徳島市、国道55号重複区間内）

#### トンネル
- 高知県
  - 臼杵トンネル：延長245 m、1987年（昭和62年）竣工、香美市
  - 大比トンネル：延長91 m、1989年（平成元年）竣工、香美市
  - 山崎トンネル：延長90 m、1983年（昭和58年）竣工、香美市
  - 日の地トンネル：延長260 m、1981年（昭和56年）竣工、香美市
  - 佐岡トンネル：延長152 m、1985年（昭和60年）竣工、香美市
  - 須賀井トンネル：延長415 m、1980年（昭和55年）竣工、香美市
  - 津々呂第一トンネル：延長138 m、1974年（昭和49年）竣工、香美市
  - 津々呂第二トンネル：延長151 m、1978年（昭和53年）竣工、香美市
  - 崎岩トンネル：延長272 m、1978年（昭和53年）竣工、香美市
  - 木床第一トンネル：延長308 m、1977年（昭和52年）竣工、香美市
  - 木床第二トンネル：延長215 m、1979年（昭和54年）竣工、香美市
  - 市宇トンネル：延長210 m、1983年（昭和58年）竣工、香美市
  - 宮ノ瀬トンネル：延長135 m、1979年（昭和54年）竣工、香美市
  - 成山トンネル：延長113 m、1979年（昭和54年）竣工、香美市
  - 月谷トンネル：延長160 m、1986年（昭和61年）竣工、香美市
  - 樫山トンネル：延長511 m、1986年（昭和61年）竣工、香美市
  - 舟ヶ谷トンネル：延長187 m、1984年（昭和59年）竣工、香美市
  - 四ツ足峠トンネル；延長1,857 m、1964年（昭和39年）竣工、香美市 - 徳島県那賀郡那賀町

高知・徳島県境に位置。2007年（平成19年）に美波ゆめトンネルが開通するまでの徳島県南部最長のトンネル。県境地点の路面に県境標示があり、その北側壁面には祠が設置されている。
- 徳島県
  - 榎木谷トンネル；延長45 m、1961年（昭和36年）竣工、那賀郡那賀町
  - 折宇トンネル；延長197 m、2012年（平成24年）竣工、那賀郡那賀町
  - 西宇トンネル；延長587 m、1971年（昭和46年）竣工、那賀郡那賀町
  - 九文名トンネル；延長587 m、1974年（昭和49年）竣工、那賀郡那賀町
  - 小見野々トンネル；延長255 m、1966年（昭和41年）竣工、那賀郡那賀町
  - 白石トンネル；延長327 m、1975年（昭和50年）竣工、那賀郡那賀町
  - 柳瀬トンネル；延長60 m、1973年（昭和48年）竣工、那賀郡那賀町
  - 平谷2号トンネル：延長323 m、2004年（平成16年）竣工、那賀郡那賀町（国道193号重複区間内）
  - 下御所三号トンネル：延長30 m、那賀郡那賀町（国道193号重複区間内）
  - 下御所二号トンネル：延長30 m、那賀郡那賀町（国道193号重複区間内）
  - 下御所一号トンネル：延長52 m、那賀郡那賀町（国道193号重複区間内）
  - 出合大戸トンネル：延長920 m、2002年（平成14年）竣工、那賀郡那賀町
  - 長安1号トンネル：延長62 m、1955年（昭和30年）竣工、那賀郡那賀町
  - 長安2号トンネル：延長30 m、1955年（昭和30年）竣工、那賀郡那賀町
  - 長安3号トンネル：延長67 m、1994年（平成6年）竣工、那賀郡那賀町
  - 桜谷トンネル：延長67 m、1971年（昭和46年）竣工、那賀郡那賀町
  - 大久保隧道：延長71 m、1970年（昭和46年）竣工、那賀郡那賀町
  - 阿瀬比トンネル：延長177 m、1972年（昭和47年）竣工、阿南市
  - 新橘トンネル：延長465 m、2006年（平成18年）竣工、阿南市
  - 赤石トンネル（下り線）：延長346 m、1991年（平成3年）竣工、小松島市（国道55号重複区間内）
  - 赤石トンネル（上り線）：延長346 m、1995年（平成7年）竣工、小松島市（国道55号重複区間内）

#### 道の駅
- 高知県
  - 美良布（香美市香北地区）
- 徳島県
  - もみじ川温泉（那賀郡那賀町相生地区）
  - わじき（那賀郡那賀町鷲敷地区）

このほか、香美市旧物部地区山崎地域（高知県道49号大豊物部線交差点から西のトンネル抜けてすぐ）の南側永瀬ダム貯水池側に、広い駐車場を備えたトイレがある。

## 地理

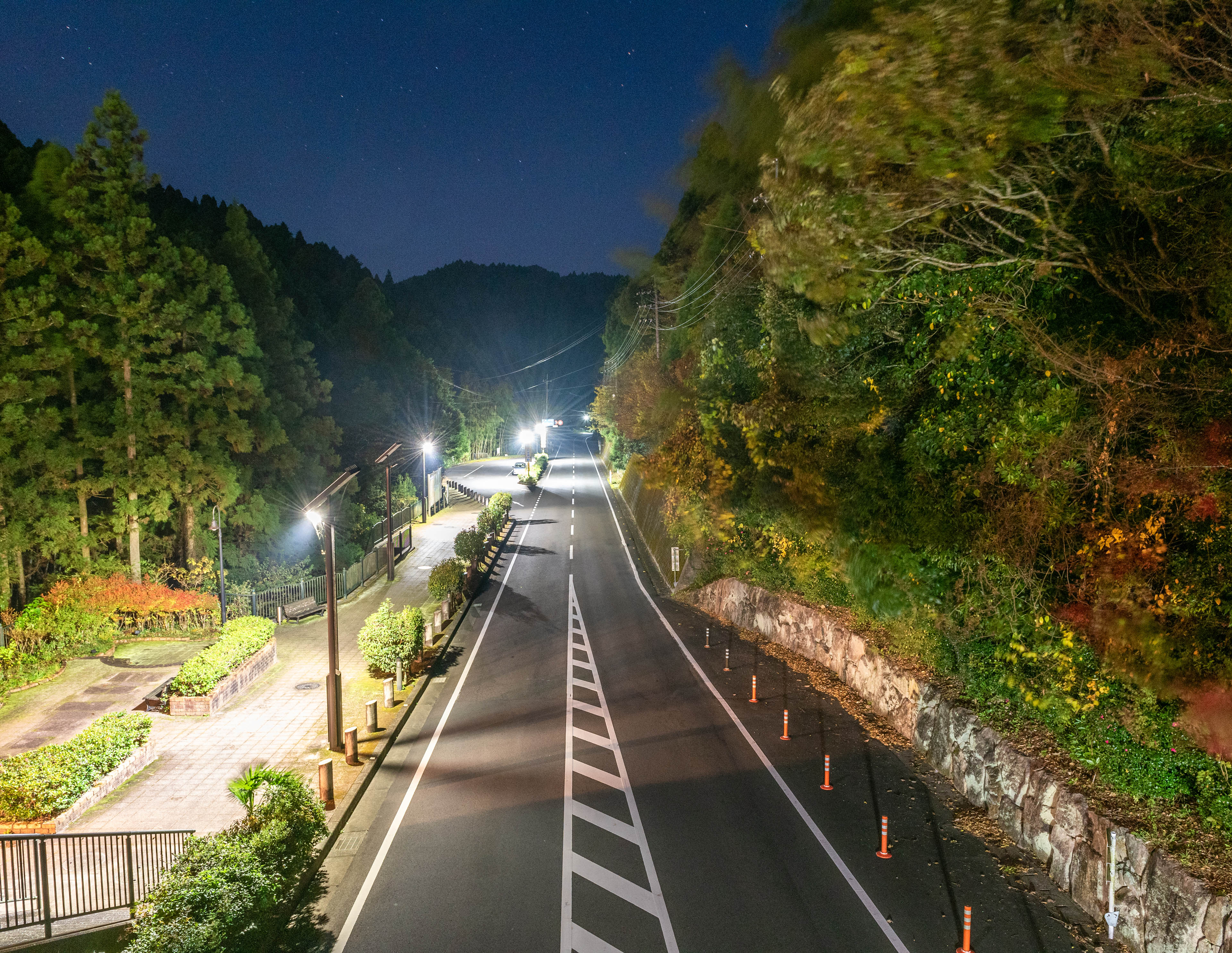
道の駅わじき

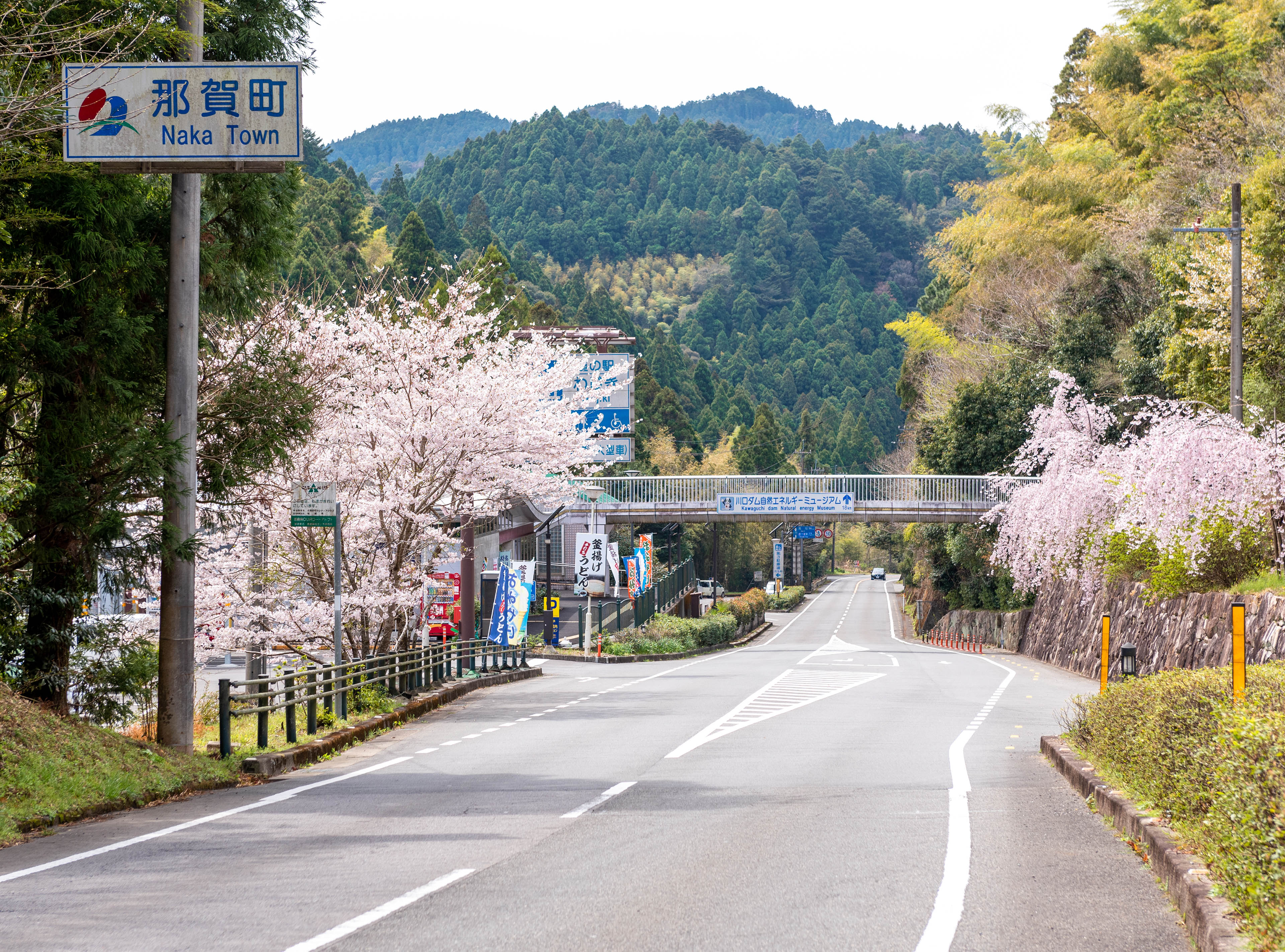
徳島県那賀郡那賀町・阿南市境

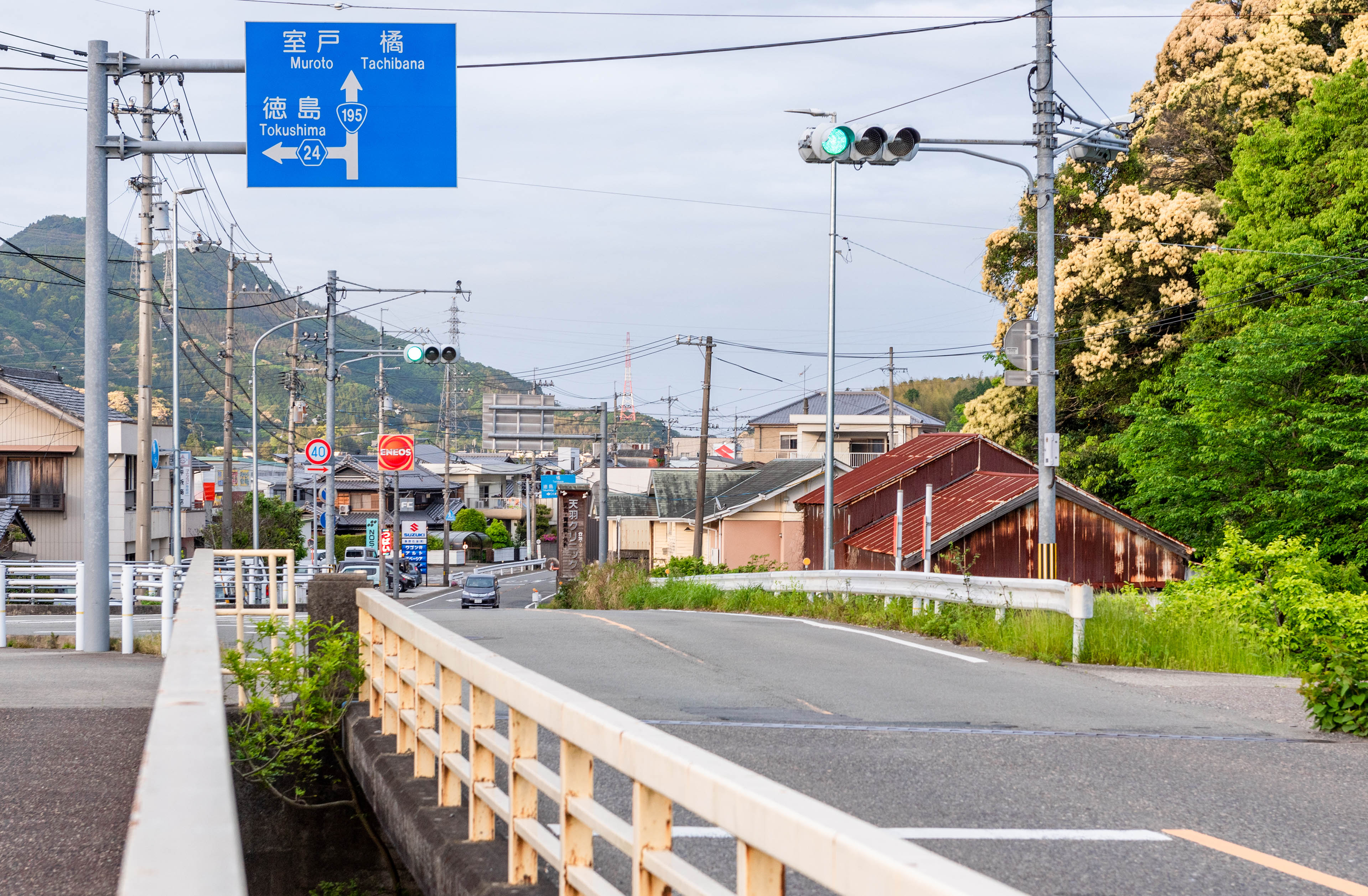
徳島県阿南市桑野町

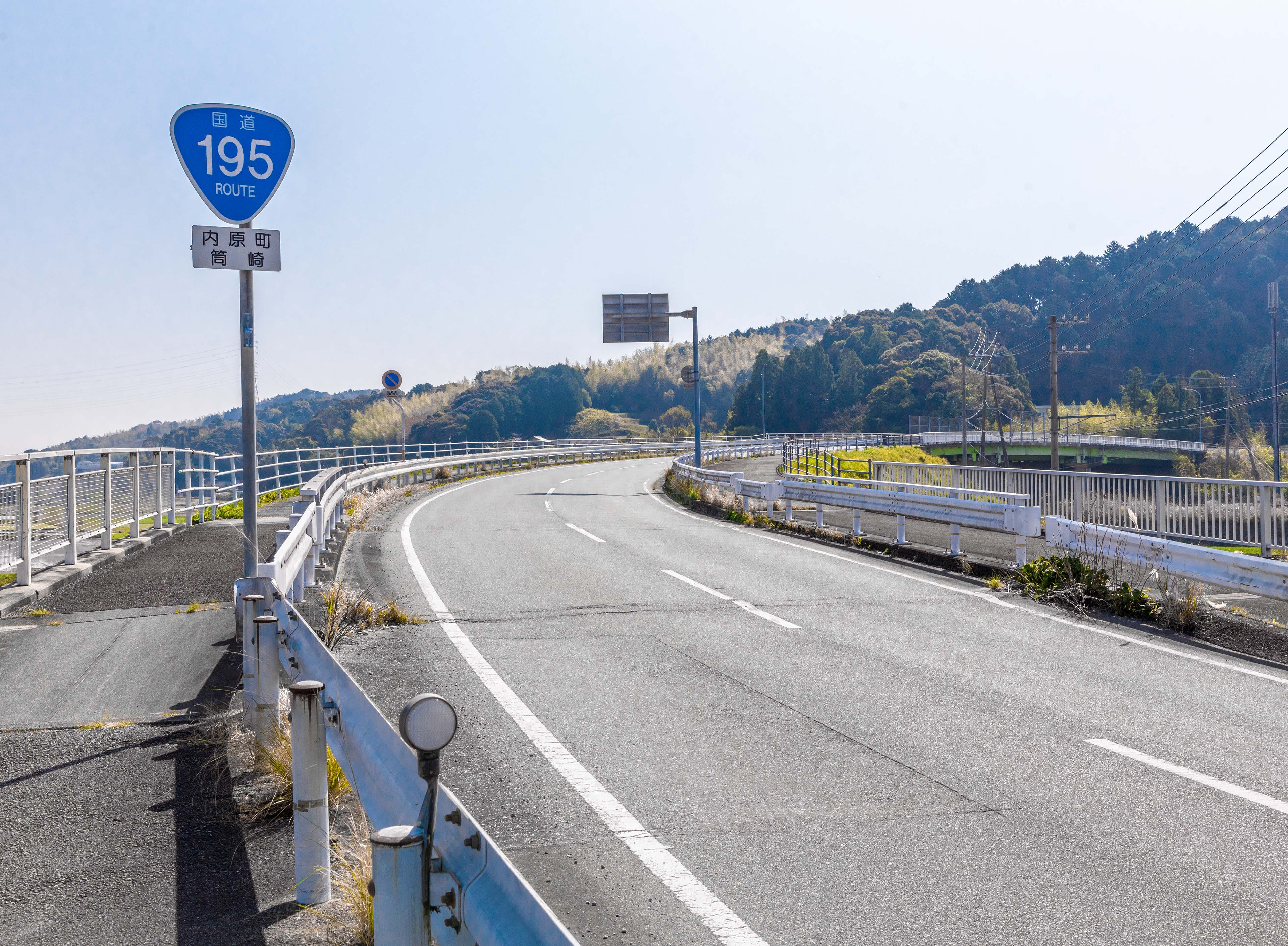
徳島県阿南市内原町

### 通過する自治体
- 高知県
  - 高知市 - 南国市 - 香美市
- 徳島県
  - 那賀郡那賀町 - 阿南市 - 小松島市 - 徳島市

### 交差する道路
| 交差する道路 | 都道府県名 | 市町村名 | 市町村名 | 交差する場所        | 交差する場所         |
| --- | ---------- | -------- | -------- | ------------------- | -------------------- |
| 国道32号 重複区間起点 国道33号 国道55号 重複区間起点 国道56号 重複区間起点 国道194号 国道197号 重複区間起点 国道493号 重複区間起点 | 高知県     | 高知市   | 高知市   | 本町5丁目           | 県庁前交差点 / 起点  |
| 国道32号 / 別線 高知県道34号桂浜はりまや線                                                                                         | 高知県     | 高知市   | 高知市   | はりまや町1丁目     | はりまや交差点       |
| 国道56号 重複区間終点 国道197号 重複区間終点                                                                                       | 高知県     | 高知市   | 高知市   | 知寄町1丁目         | 知寄町一丁目交差点   |
| 国道32号 重複区間終点 国道55号 重複区間終点 国道493号 重複区間終点                                                                 | 高知県     | 高知市   | 高知市   | 知寄町3丁目         | 知寄町三丁目交差点   |
| 国道55号 / 高知南国道路 高知県道44号高知北環状線                                                                                   | 高知県     | 高知市   | 高知市   | 高須                |                      |
| 高知県道243号田村高須線 | 高知県     | 高知市   | 高知市   | 高須本町            |                      |
| 高知県道248号栗山大津線 | 高知県     | 高知市   | 高知市   | 大津甲              |                      |
| 高知県道252号八幡大津線 | 高知県     | 高知市   | 高知市   | 大津甲              | [ 注釈 4 ]           |
| 国道32号 | 高知県     | 高知市   | 高知市   | 大津甲              |                      |
| 高知県道374号高知南国線 | 高知県     | 南国市   | 南国市   | 小籠                |                      |
| 高知県道249号後免中島高知線 | 高知県     | 南国市   | 南国市   | 篠原                |                      |
| 高知県道45号南国インター線 重複区間起点                                                                                            | 高知県     | 南国市   | 南国市   | 後免町1丁目         |                      |
| 高知県道244号後免停車場線 | 高知県     | 南国市   | 南国市   | 駅前町2丁目         |                      |
| 高知県道45号南国インター線 重複区間終点                                                                                            | 高知県     | 南国市   | 南国市   | 駅前町5丁目         |                      |
| 南国広域農道 | 高知県     | 南国市   | 南国市   | 西山                | [ 注釈 5 ]           |
| 高知県道31号前浜植野線 / バイパス                                                                                                  | 高知県     | 香美市   | 香美市   | 土佐山田町栄町      |                      |
| 高知県道31号前浜植野線 / 現道 | 高知県     | 香美市   | 香美市   | 土佐山田町西本町    |                      |
| 高知県道234号土佐山田野市線 高知県道236号土佐山田停車場線                                                                          | 高知県     | 香美市   | 香美市   | 土佐山田町旭町1丁目 |                      |
| 高知県道218号日ノ御子土佐山田線 | 高知県     | 香美市   | 香美市   | 土佐山田町楠目      |                      |
| 高知県道237号神母木野市線 | 高知県     | 香美市   | 香美市   | 土佐山田町神母ノ木  |                      |
| 高知県道22号龍河洞公園線 | 高知県     | 香美市   | 香美市   | 土佐山田町神母ノ木  |                      |
| 高知県道218号日ノ御子土佐山田線 / 別線                                                                                             | 高知県     | 香美市   | 香美市   | 土佐山田町杉田      |                      |
| 高知県道218号日ノ御子土佐山田線 | 高知県     | 香美市   | 香美市   | 香北町橋川野        |                      |
| 高知県道385号香北野市線 | 高知県     | 香美市   | 香美市   | 香北町太郎丸        |                      |
| 高知県道217号久保大宮線 | 高知県     | 香美市   | 香美市   | 香北町美良布        |                      |
| 高知県道30号香北赤岡線 | 高知県     | 香美市   | 香美市   | 香北町小川          |                      |
| 高知県道217号久保大宮線 | 高知県     | 香美市   | 香美市   | 香北町吉野          |                      |
| 高知県道217号久保大宮線 | 高知県     | 香美市   | 香美市   | 香北町根須          |                      |
| 高知県道226号永野久保川線 重複区間起点                                                                                             | 高知県     | 香美市   | 香美市   | 香北町根須          |                      |
| 高知県道226号永野久保川線 重複区間終点                                                                                             | 高知県     | 香美市   | 香美市   | 香北町白石          |                      |
| 高知県道220号蕨野大比線 | 高知県     | 香美市   | 香美市   | 香北町蕨野          |                      |
| 高知県道29号安芸物部線 | 高知県     | 香美市   | 香美市   | 物部町山崎          |                      |
| 高知県道220号蕨野大比線 | 高知県     | 香美市   | 香美市   | 物部町大栃          |                      |
| 高知県道49号大豊物部線 | 高知県     | 香美市   | 香美市   | 物部町大栃          |                      |
| 剣山スーパー林道 | 徳島県     | 那賀郡   | 那賀町   | 木頭                |                      |
| 東川千本谷林道 | 徳島県     | 那賀郡   | 那賀町   | 木頭                |                      |
| 徳島県道296号助上那賀線 | 徳島県     | 那賀郡   | 那賀町   | 木頭                |                      |
| 国道193号 重複区間起点 徳島県道253号山川海南線 重複区間起点                                                                        | 徳島県     | 那賀郡   | 那賀町   | 大殿                |                      |
| 国道193号 重複区間終点 徳島県道16号徳島上那賀線 徳島県道253号山川海南線 重複区間終点 徳島県道295号木沢上那賀線                     | 徳島県     | 那賀郡   | 那賀町   | 日真                |                      |
| 徳島県道36号日和佐上那賀線 | 徳島県     | 那賀郡   | 那賀町   | 小浜                |                      |
| 徳島県道308号古屋日浦線 | 徳島県     | 那賀郡   | 那賀町   | 日浦                |                      |
| 徳島県道292号西納大久保線 | 徳島県     | 那賀郡   | 那賀町   | 大久保              |                      |
| 徳島県道19号阿南鷲敷日和佐線 重複区間起点                                                                                          | 徳島県     | 那賀郡   | 那賀町   | 吉野                |                      |
| 徳島県道291号竹ガ谷鷲敷線 | 徳島県     | 那賀郡   | 那賀町   | 百合                |                      |
| 徳島県道19号阿南鷲敷日和佐線 重複区間終点                                                                                          | 徳島県     | 那賀郡   | 那賀町   | 仁宇                |                      |
| 徳島県道283号和食勝浦線 | 徳島県     | 那賀郡   | 那賀町   | 和食                |                      |
| 徳島県道28号阿南小松島線 | 徳島県     | 阿南市   | 阿南市   | 阿瀬比町            |                      |
| 徳島県道284号山口鉦打線 | 徳島県     | 阿南市   | 阿南市   | 山口町              |                      |
| 徳島県道24号羽ノ浦福井線 / バイパス                                                                                                | 徳島県     | 阿南市   | 阿南市   | 桑野町              |                      |
| 徳島県道24号羽ノ浦福井線 | 徳島県     | 阿南市   | 阿南市   | 桑野町              | 阿南市桑野町交差点   |
| 徳島県道286号津乃峰筒崎線 | 徳島県     | 阿南市   | 阿南市   | 内原町              | 阿南市内原町交差点   |
| 国道55号 / 桑野道路・福井道路 | 徳島県     | 阿南市   | 阿南市   | 内原町              | 桑野IC               |
| 国道55号 / 阿南道路 | 徳島県     | 阿南市   | 阿南市   | 橘町                |                      |
| 国道55号 重複区間起点 | 徳島県     | 阿南市   | 阿南市   | 橘町                | 橘西交差点           |
| 徳島県道286号津乃峰筒崎線 | 徳島県     | 阿南市   | 阿南市   | 津乃峰町            |                      |
| 国道55号 / 阿南道路 徳島県道130号大林津乃峰線                                                                                      | 徳島県     | 阿南市   | 阿南市   | 津乃峰町            | 阿南市津乃峰町交差点 |
| 徳島県道285号戎山中林富岡港線 / 別線                                                                                               | 徳島県     | 阿南市   | 阿南市   | 津乃峰町            |                      |
| 徳島県道285号戎山中林富岡港線 / 旧道                                                                                               | 徳島県     | 阿南市   | 阿南市   | 見能林町            |                      |
| 徳島県道285号戎山中林富岡港線 | 徳島県     | 阿南市   | 阿南市   | 見能林町            |                      |
| 徳島県道193号中林港線 徳島県道402号阿南徳島自転車道線 重複                                                                         | 徳島県     | 阿南市   | 阿南市   | 見能林町            |                      |
| 徳島県道23号富岡港線 徳島県道402号阿南徳島自転車道線 重複区間起点                                                                  | 徳島県     | 阿南市   | 阿南市   | 西路見町            | 阿南市西路見町交差点 |
| 徳島県道191号富岡港南島線 | 徳島県     | 阿南市   | 阿南市   | 住吉町              |                      |
| 徳島県道277号中島古庄線 | 徳島県     | 阿南市   | 阿南市   | 那賀川町中島        | [ 注釈 6 ]           |
| 徳島県道279号中島港線 徳島県道402号阿南徳島自転車道線 重複区間終点                                                                 | 徳島県     | 阿南市   | 阿南市   | 那賀川町中島        |                      |
| 徳島県道27号阿南那賀川線 | 徳島県     | 阿南市   | 阿南市   | 那賀川町工地        |                      |
| 徳島県道27号阿南那賀川線 | 徳島県     | 阿南市   | 阿南市   | 那賀川町工地        |                      |
| 徳島県道273号大京原今津浦和田津線 重複区間起点                                                                                     | 徳島県     | 阿南市   | 阿南市   | 那賀川町色ケ島      |                      |
| 徳島県道273号大京原今津浦和田津線 重複区間終点                                                                                     | 徳島県     | 阿南市   | 阿南市   | 那賀川町江野島      |                      |
| 徳島県道274号坂野羽ノ浦線 | 徳島県     | 小松島市 | 小松島市 | 坂野町              |                      |
| 徳島県道120号徳島小松島線 徳島県道130号大林津乃峰線                                                                                | 徳島県     | 小松島市 | 小松島市 | 大林町              | 大林北交差点         |
| 徳島県道28号阿南小松島線 | 徳島県     | 小松島市 | 小松島市 | 立江町              |                      |
| 徳島県道28号阿南小松島線 / バイパス                                                                                                | 徳島県     | 小松島市 | 小松島市 | 立江町              |                      |
| 徳島県道217号田野勢合線 | 徳島県     | 小松島市 | 小松島市 | 田野町              |                      |
| 徳島県道136号宮倉徳島線 重複区間起点                                                                                               | 徳島県     | 小松島市 | 小松島市 | 芝生町              |                      |
| 徳島県道216号花園日開野線 | 徳島県     | 小松島市 | 小松島市 | 日開野町            |                      |
| 徳島県道136号宮倉徳島線 重複区間終点 徳島県道402号阿南徳島自転車道線 重複区間起点                                                  | 徳島県     | 小松島市 | 小松島市 | 日開野町            |                      |
| 徳島県道33号小松島佐那河内線 | 徳島県     | 小松島市 | 小松島市 | 日開野町            | 日開野交差点         |
| 徳島県道17号小松島港線 | 徳島県     | 小松島市 | 小松島市 | 前原町              | 前原町交差点         |
| 徳島県道16号徳島上那賀線 徳島県道136号宮倉徳島線 重複区間起点 徳島県道402号阿南徳島自転車道線 重複区間終点                         | 徳島県     | 小松島市 | 小松島市 | 江田町              |                      |
| 徳島県道212号新浜勝浦線 | 徳島県     | 小松島市 | 小松島市 | 江田町              |                      |
| 徳島県道136号宮倉徳島線 重複区間終点                                                                                               | 徳島県     | 小松島市 | 小松島市 | 江田町              | 江田町敷地前交差点   |
| 国道192号 / 徳島南環状道路 徳島県道29号徳島環状線 徳島県道203号鮎喰新浜線 重複区間起点                                             | 徳島県     | 徳島市   | 徳島市   | 八万町              |                      |
| 徳島県道203号鮎喰新浜線 重複区間終点                                                                                               | 徳島県     | 徳島市   | 徳島市   | 八万町              | 大野橋北詰交差点     |
| 徳島県道120号徳島小松島線 徳島県道136号宮倉徳島線                                                                                  | 徳島県     | 徳島市   | 徳島市   | 万代町1丁目         | かちどき橋交差点     |
| 国道11号 国道28号 国道55号 重複区間終点                                                                                            | 徳島県     | 徳島市   | 徳島市   | かちどき橋1丁目     | 終点                 |

### 交差する鉄道
- 土佐くろしお鉄道ごめん・なはり線
- 牟岐線

バイパス
- 土讃線

### 沿線
当道に平行する物部川と那賀川は、ともに四国一の清流である（四国地方整備局「平成18年四国内一級河川の水質現況の公表について」2006年河川水質ランキング）。
高知県内では高知県3大一級河川の物部川に、また徳島県内では徳島県内で最も長い川の那賀川に並行する渓谷沿いの探勝路で、西日本一美しいとされる高の瀬峡や高知県一の紅葉名所の別府峡がある。剣山国定公園や、国立公園なども含めて高知県最大の公園である奥物部県立自然公園を通過し森林浴に最適である。
高知市
- 高知県立美術館

香美市
高知県側の香美市（旧香美郡香北町）は漫画家・やなせたかしの出身地で、沿道にはやなせの代表作にちなんだ「香美市立やなせたかし記念館（アンパンマンミュージアム）」がある。
- 香美市秦山公園野球場（土佐山田スタジアム）
- 高知工科大学
- 龍河洞（鍾乳洞・国指定天然記念物）
- 香美市立やなせたかし記念館（アンパンマンミュージアム・道の駅美良布前）
- 轟（とどろ）の滝（日本の滝百選）、大荒の滝
- アジサイ（物部川沿い国道沿い・6月）
- ライダーズイン奥物部（ライダー向け宿泊施設）
- 別府峡
- 別府峡温泉

那賀郡那賀町
- 高の瀬峡（紅葉名所・徳島県観光百選第1位）
- 高の瀬峡レストハウス平の里（トイレあり）
- 剣山スーパー林道（国内最長の林道）
- 木頭杉一本乗り大会（那賀川下り・8月）
- 美那川キャンプ村
- 拝宮農村舞台（旧上那賀町有形民俗文化財）
- 長安口ダム（徳島県最大ダム）、ビーバー館（同ダム資料館・トイレあり）
- 相生森林文化公園（あいあいらんど）
- 相生森林美術館
- サクラ並木（川口ダム湖畔国道沿い・4月）
- わじきライン（那賀川渓流）
- 鷲敷温泉（わじき温泉）
- エキサイティング・サマー・イン・ワジキ（野外コンサート・8月）
- 氷柱観音（鍾乳洞）
- 太龍寺ロープウェイ - 2.7 km（西日本最長ロープウェイ）

阿南市
徳島県側の阿南市の沿道には広い野球場も備えた県南圏域のスポーツ拠点「徳島県南部健康運動公園」がある。
- 太龍寺（四国八十八箇所第21番、阿南室戸歴史文化道）
- 徳島県南部健康運動公園（アグリあなんスタジアム）
- 橘湾（阿波の松島）